# Glenn Hartranft
Samuel Glenn « Tiny » Hartranft (né le 3 décembre 1901 à Aberdeen et décédé le 12 août 1970) est un athlète américain spécialiste du lancer du disque et du poids. Affilié au Stanford Cardinal, il mesurait 1,90 m pour 115 kg.

## Biographie

### Palmarès
| Date | Compétition           | Lieu  | Résultat | Épreuve | Performance |
| ---- | --------------------- | ----- | -------- | ------- | ----------- |
| 1924 | Jeux olympiques d'été | Paris | 2e       | Poids   | 14,895 m    |
| 1924 | Jeux olympiques d'été | Paris | 6e       | Disque  | 42,490 m    |

### Records
| Épreuve          | Performance | Lieu | Date |
| ---------------- | ----------- | ---- | ---- |
| Lancer du poids  | 15,53 m     |      | 1924 |
| Lancer du disque | 48,18 m     |      | 1924 |